# Oera Linda

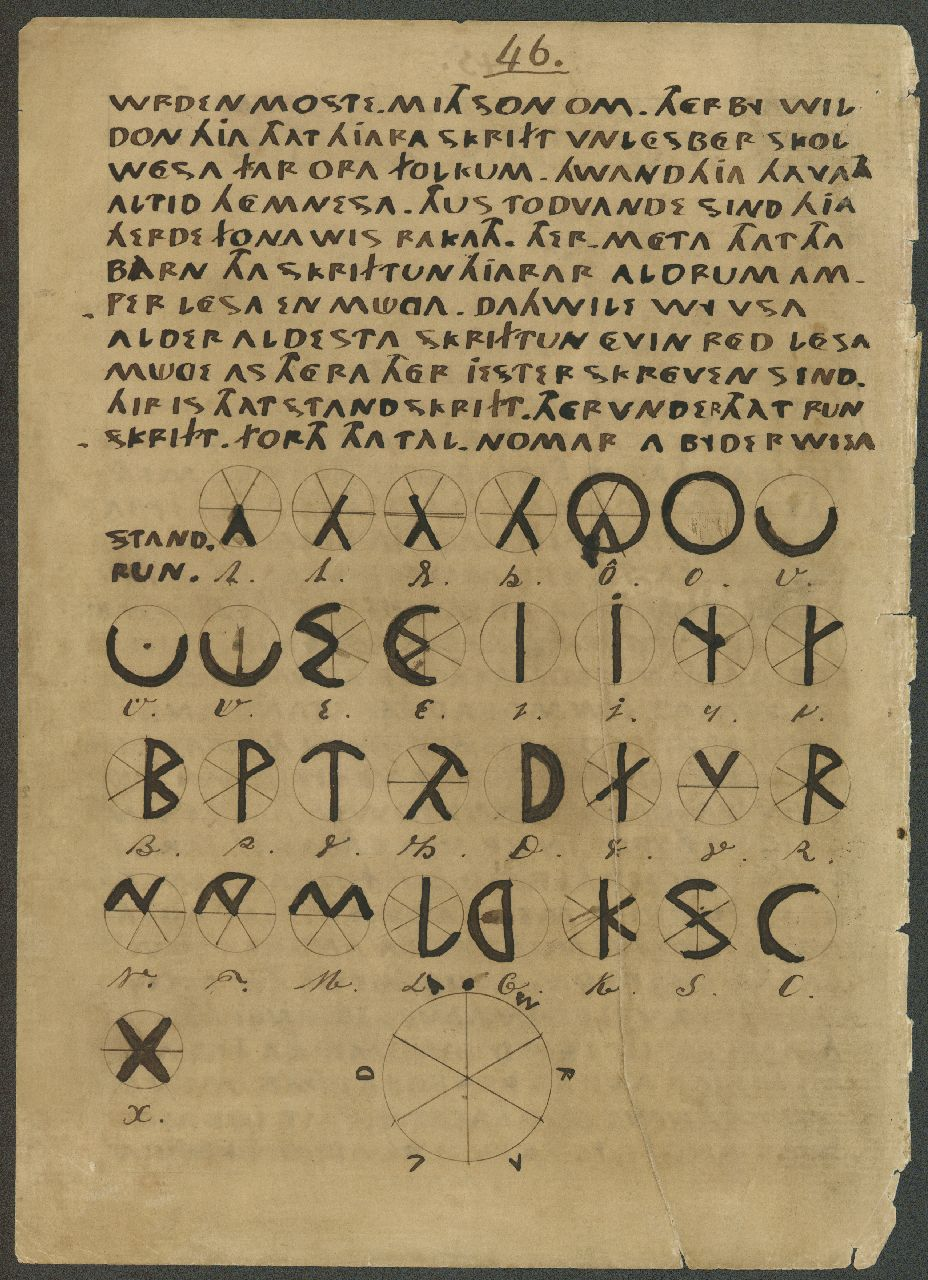
Een bladzijde uit het manuscript van het Oera Linda-Boek

Oera Linda, ook wel Oera Linda-boek of Ura Linda Chronik genoemd, is een manuscript in pseudorunenschrift dat in 1867 door Cornelis over de Linden naar buiten is gebracht. Het document werd lange tijd beschouwd als een vervalsing; tegenwoordig gaat men eerder uit van een mystificatie, zonder een kwade intentie van bedrog. De literaire vorm is die van geschiedsvervalsing, hier echter als onderdeel van een parodie, waardoor het lijkt alsof de vervalsers slecht werk hebben geleverd.
In pseudowetenschappelijke kringen wordt het boek soms voor echt gehouden. Dat gebeurde al bij de uitgave uit 1872. De suggestie van ongeloofwaardigheid was zo sterk dat het bijna onmogelijk was om aan een bewuste vervalsing te denken. Dat bracht de bekende schrijver Multatuli tot de verzuchting:
... bovendien, er komen ook passages in voor die te kinderachtig zyn om van te spreken. Maar juist hierin ligt 'n nieuwe waarschuwingh tegen snel oordelen en hoovaardig verwerpen. Want meent men dat de toch altyd zeer bekwame vervalscher niet op de hoogte was om intezien dat die zwakke zotte passages hem diskrediteeren zouden? Geen schooljongen zelfs zou van Neef Theunis hebben durven spreken. Ik zeg dat het Oera Linda Bok 'n ernstige behandeling verdient.
De uitgave van Goffe Jensma uit 2006, die rekening houdt met de context waarbinnen het manuscript is ontstaan, geldt als maatgevend. Oudere uitgaven hielden de mogelijkheid open dat de tekst een historische kern zou bevatten. Het boek is opgenomen in de Canon van Friesland.

## Samenvatting
In het Oera Linda-boek worden tal van Europese namen tot hun Friese origine teruggevoerd en pochen de schrijvers dat de Friese cultuur eigenlijk de bron is van de West-Europese beschaving. Het Fryas (Fries) is 'godstaal' (ooit was er 'één taal op aller tongen en op aller lippen'). Ioniërs, Germanen, Kelten en Britten zouden allemaal van de Friezen afstammen, de kinderen van Freya, de oermoeder van de blanke mensen. Op de Aziaten, het 'gele volk van oermoeder Finda', zijn de schrijvers weinig gesteld. Het is een volk vol bijgeloof en afgoden. De 'magi', opperpriester en koning van de 'Magyaren' en zijn valse priesters, worden voortdurend genoemd als tegenstanders van de vrije Friezen. De Slaven danken hun naam aan slavernij. Het valse christendom kwam ook uit het oosten, terwijl Jezus, voor het gemak gelijkgesteld aan Boeddha zijn ware 'zeden en gewoonten' van een 'Friese Stuur' had. Het 'zwarte volk van oermoeder Lyda' (Afrika is 'Lydië') blijft vrijwel onbesproken.

## Verhaal
Het boek is een 'raamvertelling' en bestaat uit een proloog en negen boeken: van I. de helpers van Adela, II. Adelborst over de Linden, III. Apollonia over de Linden, IV. Frederik over de Linden, V. Wiljo over de Linden, VI. Koenraad over de Linden, VII. Beden over de Linden, IX. Anonymus i, X. Anonymus ii. Adela (ca. 559 v. Chr.) had met Apol vier kinderen: Adelborst, Apollonia, Apol en Adelhart. Frederik leefde ca. 300 v. Chr. en maakte de 'Erge Tijd' (waarschijnlijk den 'neolitischen zondvloed') mee. Wiljo was haar man en Koenraad en Hagana hun zonen. Beden, de zoon van Hagana en Cornelia (de dochter van Friso), was Koenraads neef.
Het boek vertelt over een vierduizend jaar oude Friese beschaving en een verzonken continent Atlan (Atlantis). Aldlan (oud land) zou in 2193 v. Chr. zijn verzonken. Deze datering lijkt te zijn ontleend aan de Friesche Volksalmanak voor het jaar 1851, waar wordt gesteld dat dit het 4044e jaar 'sedert den Zondvloed' betrof. Er waren overigens volgens dezelfde bron pas 5800 jaar verstreken sinds de 'Wereldschepping, naar onze Tijdrekening'.
Het eerste deel betreft een scheppings dat begint met 'Wralda' (wereld, Alvader), de Tijd en Aarde. Na het twaalfde 'jolfeest' (het jol is hier het 'wiel van de tijd') baarde Aarde drie 'manbegeerten: drie 'oer-moeders' van wie alle mensen afstammen. Zwarte Lyda, gele Finda en witte Frya baarden elk twaalf zonen en twaalf dochters. Het betreft de Afrikanen, Aziaten en Europeanen. De zwarte, 'hartstochtelijke, scherpe, geweldige, wondervolle, arme' Lyda wil van wetten niets weten en handelt naar instinct, voor gele, 'verleidelijke, onredelijke, valse, zelfzuchtige, dubbelhartige, ongelukkige' Finda geldt de uiterlijke wet als het hoogst en alleen 'schone, bevallige, geweldige, reine, verlichte, milde, gelukkigste, wijze, uitverkoren' Frya heeft haar geweten als 'wet' en richtsnoer. Ze zouden de 'godsdienstige ontwikkeling van de mensheid' onderscheidden in 'drie fases: instinct, uiterlijke wet en innerlijke stem van het geweten.' Van Finda stammen de 'Magyaren' (Hongaren) en 'Finnen', maar ook de 'Golen' (Galliërs) en Phoeniciërs spelen een rol, die tegenover de 'Fryas' worden gesteld, het vrije volk der Friezen, kinderen van Frya. Het komt zelfs tot een conflict tussen de hoogste priester-koning 'Magi' en 'Wodin' (Wodan). Verder worden Wodins neven 'Inka'  (vandaar de Inca's) en 'Neef Theunis' (Neptunus) ten tonele gevoerd, als wel 'Nyhellenia' (Nehalennia, Minerva), dochter van Wralda, 'Minno' (Minos), de 'Zeekampriërs' (Sugambren), 'Kelta' (vandaar de Kelten), 'Jon' (vandaar de Ioniërs), 'Zeekrops' (Cecrops, van een Friese moeder), 'Ulyssus' (Odysseus kwam naar 'Walhallagara', Walcheren) en 'Gertje' (vandaar de Germanen).
De voorgeschiedenis van Friso de 'Conditor Frisae' wordt in het Oera Linda-boek beschreven. Friso was een nakomeling van Gertje, de dochter van 'Grote Pier'. Zij trok in 1551 v. Chr. met haar 'Gertmannen' van 'Athenja' (Athene) naar de Punjab (India) en stichtte er een Friese kolonie. Toen Alexander de Grote tijdens zijn veroveringstocht in India kwam (327 v. Chr.) ontmoette hij er de nazaten onder leiding van Friso. Friso keerde ten slotte in 303 v. Chr. naar Stavoren terug, werd graaf en gaf zijn naam aan Friesland. Met zijn eerste vrouw (volgens de fantastische geschiedschrijving was haar naam Hil(la)) had hij twee kinderen. Ze werden verkracht door Demetrius., waarop de moeder waanzinnig werd en de twee kinderen zelfmoord pleegden. Friso's tweede vrouw was Swethirte (Sweetheart). Adel en Witto (Vitho) waren hun zonen, Weemoed (Vimoda) en Cornelia (Kornhelja) hun dochters. Weemoed trouwde met Kavch (Kâp), zoon van Wichhirte, de koning van de Gertmannen. Kavch werd de stamvader van de Cauchen. Na graaf Friso kwamen er drie koningen met de naam Adel. De vierde was Zwarte Adel of Askar (Azinga Ascon).

## Achtergrond

### Rassenleer
Arthur de Gobineau (1816-1882) had in 1853-1855 zijn Essai sur l'inégalité des races humaines (verhandeling over de ongelijkheid van de menselijke rassen) geschreven, wat invloed had op de 'ariosofie', de leer over superieure en inferieure rassen, die het nationaalsocialisme zou omarmen. Gobineau beschreef hetzelfde onderscheid tussen blanke, zwarte en gele rassen.

### Oorsprongsmythen
Overal in Europa en ook in de Friese landen, circuleerden in de middeleeuwen oorsprongsmythen, die bijbelse, klassieke en inheemse geschiedenis met elkaar verbonden. Het Oera Linda-boek staat in die traditie van de 'apocriefe of fantastische geschiedschrijving' om er vervolgens de draak mee te steken. De auteur 'maakt er bewust karikaturale fictie van. De opdracht 'Okke mijn zoon' lijkt te verwijzen naar Ocko Scharlensis, de vermeende auteur van de fantasierijke Croniicke ende warachtige beschrijvinghe van Vrieslant uit 1597. Volgens dit boek was Friso, die vanuit India in Staveren aankwam, in het jaar 313 de mythische stichter en naamgever van Friesland. De vertelstructuur met opgevoerde fictieve vertellers vertoont, aldus Jensma, opvallende overeenkomsten met het Oera-Linda-boek.
Het Oera Linda-boek beschrijft de voorgeschiedenis van Friso, die ook in 1741 door Willem van Haren in zijn invloedrijke epos Friso, koning der Gangariden en Prasiaten als 'luitenant van Alexander de Grote' wordt vermeld.  Al in 1617 had Martinus Hamconius het portret van Friso opgenomen in zijn Verthoninge der Coninghen, Bisschoppen, Princen, Potestaten, Heeren ende Graven van Vrieslant.
In 1806 schreef Karel Jozef de Graeve République des Champs Élysées, volgens Jensma 'een voorloper van het Oera Linda-boek', waarin Homerus werd voorgesteld als een Belgisch schrijver uit Saint-Omer. Volgens De Grave had de geschiedenis van de Ilias en Odyssee zich in Nederland en België afgespeeld. Ulysses gaf zijn naam aan Vlissingen, tovenares Circe haar naam aan Zierikzee.

### Verzonken land
De Duitsgezinde publicist Knut Jungbohn Clement uit Amrum schetste in zijn Lebens- und Leidensgeschichte der Frisen uit 1845 voor het eerst een beeld van een verzonken Atlantis midden in de Noordzee, dat het oorspronkelijke thuisland van de Friezen zou zijn. De Friese kuststreken zouden de restanten vormen van een oorspronkelijke Frisenmarsch ten zuiden van de Doggersbank, waarvan het grootste deel tijdens de legendarische Cimbrische Watervloed in de tweede eeuw voor Christus door de zee verzwolgen zou zijn. De Friese taal was een kostbaar overblijfsel uit de oertijd, de politieke vrijheidszin der Friezen kon alle Duitsers tot voorbeeld dienen. Clement bezocht datzelfde jaar Holland, Friesland en Groningen, zijn boek raakte hier – samen met zijn Duitse vertaling van Eeltje Halbertsma's Lapekoer – al snel bekend. Juli 1850 werd hij vanwege zijn publicaties benoemd tot erelid van het Selskip foar Fryske Tael en Skriftekennisse. Clement greep terug op een oude sage uit Sleeswijk-Holstein waarin beweerd werd, dat grote delen van de Noord-Friese kuststrook bij een stormvloed waren verdronken. Bij die gelegenheid zou ook het Kanaal zijn ontstaan. Montanus de Haan Hettema publiceerde hierover in de Friesche Volks-Almanak van 1849.
De Cimbrische Vloed speelde tevens een rol in het werk van de Leidse hoogleraar Johannes Matthias Schrant (1783-1866). Deze publiceerde in 1850 het boek De Kimbren en hunne lotgevallen, waarin hij een indringend beeld schetst van deze vloed, waarbij zijns inziens grote delen van de Noord- en Oostzeekust verdronken. HaverSchmidt volgde enkele jaren later colleges bij hem. De mythe van de Cimbrische Vloed kende hij toen al: een komisch stukje dat hij in 1850 schreef – hij was toen vijftien jaar oud – begint met "de groote Cimbrische vloed waarbij Engeland van het vaste land werd gescheiden". Hij liet zich hierbij naar eigen zeggen inspireren door het werk van Van Haren. De tekst kan volgens Jensma als het prototype voor het Oera Linda-boek gelden.

### Modernisme
Het Oera-Lindaboek is niet alleen in een historiografische, maar ook in een religieuze context te plaatsen en wel in het theologisch modernisme van de 19e eeuw. Dit modernisme reageerde op het succes van de natuurwetenschappen, dat op tal van terreinen tot nieuwe inzichten had geleid (zoals de gedachte dat de aarde miljoenen jaren oud was). Volgens het modernisme was de Bijbel een door mensen geschreven boek en niet 'het aan de mens geopenbaarde Woord van God' en moest niet 'letterlijk' genomen worden. Wonderen waren 'figuurlijk' bedoeld. God kon men leren kennen door Zijn gedachten, de natuurwetten, te bestuderen. God en de wereld vielen samen. Het was de opdracht van de mens 'Godskennis' op te doen. In volkomen vrijheid diende de mens het kwaad te ontstijgen, dat het resultaat was van 'een onvolkomen psychologische en historische toestand', waarin de mens sinds het begin der tijden verkeerde. In overeenstemming met het modernisme vertelt het Oera Linda-boek: 'Boosheid komt door loomheid, onzorgvuldigheid en domheid. Daarom kan zij wel de mensen schaden, Wralda [God] nimmer'.

## Geschiedenis
Het handschrift kende een ingewikkelde en lange route naar publicatie.
De scheepstimmerbaas Cornelis over de Linden gaf in 1867 eerst een paar overgeschreven vellen van een 'familiekroniek', die hij naar eigen zeggen van zijn tante had gekregen aan de fotograaf en schilder Harmanus Siderius, die ze overgaf aan de Harlinger journalist en bovenmeester Jan Frederik Jansen. Jansen meldde het echter niet in zijn krant (wat volgens Jensma aanvankelijk de bedoeling was), maar gaf het (terug) aan archivaris en bibliothecaris van de provincie Friesland Eelco Verwijs, lid van het Fries genootschap, die zich binnen het genootschap bezighield met het opsporen en uitgeven van belangwekkende oude handschriften. Verwijs moest nu zelf het manuscript beoordelen (waaraan hij volgens Jensma had meegeschreven, waarschijnlijk als redacteur met de meeste kennis van Oudfries) en liet het twee jaar in de la liggen, terwijl hij met zijn ervaring en kennis direct had moeten zien dat het boek niet echt was. Verwijs loodste het handschrift pas na twee jaar het Fries Genootschap binnen.
Een kopie van het manuscript werd in 1869 aan Johan Winkler overgedragen, toen een echte 16e-eeuwse kroniek door Worp van Thabor werd uitgegeven, waarvan 'toevallig' een gedeeltelijke kopie in het bezit was van Over de Linden. Over de Linden eiste toen dat er eerst een transcriptie gemaakt zou worden van het Oera Linda-boek. Winkler bracht 24 november 1870 een rapport over het Oera Linda manuscript uit tijdens de Genootschapsvergadering: een vertaling zou volgens hem niet lonen. Maar de classicus Jan Gerhardus Ottema, conrector van het Leeuwarder gymnasium en prominent lid van het Friesch Genootschap, ontfermde zich over het stuk en raakte langzamerhand volledig van de echtheid overtuigd.
Ottema gaf aan het manuscript de naam Oera Linda, daarmee verwijzend naar de familienaam Over de Linden. In 1872 gaf hij de tekst uit met een vertaling in het Neerlands. Volgens hem ging het hier om een eeuwenoude kroniek, geschreven in een tot dan toe onbekend runenschrift.

### Authenticiteit
Volgens de tekst van het boek dateert het manuscript uit het jaar 1256 en zou het verhaal daarvoor al vele malen zijn overgeschreven. Onderzoek wees echter uit dat het papier machinaal vervaardigd is, waarschijnlijk in de jaren 1850 te Maastricht. Ook het nagebootste Oudfries en de omstandigheden waarnaar impliciet wordt verwezen, ademen de geest van de 19e eeuw. Al enkele jaren na zijn verschijning werd - door onderzoek van filoloog Jan Beckering Vinckers - de kroniek in Nederland algemeen als een falsificatie beschouwd en begon het giswerk naar de mogelijke auteur(s) en de bedoeling. In het buitenland groeide daarentegen de belangstelling dankzij een Engelse vertaling uit 1876. Het gerucht dat Ottema in 1879 zelfmoord pleegde is onjuist. Hij overleed aan longontsteking.
Het boek was wellicht nooit bedoeld om voor authentiek werk door te gaan en kan daarom niet een vervalsing heten. De auteur was geen 'knullige vervalser, maar een speelse, intelligente en gestudeerde mystificateur', die zijn lezer aan het twijfelen wilde brengen. Er is expres (overbodig en 'verdacht') op bladzijden 46 en 47 een 'sleutel' toegevoegd om het ingenieus ontwikkelde 'runenschrift' te kunnen lezen. Het boek wordt door humor, intellect en eruditie gekenmerkt. De eerste helft is beduidend beter geschreven dan de tweede helft, mogelijk door tijdgebrek. De taal, het 'OLBees' volgens Jensma, is eigenlijk geen Oudfries, want er komen ook Nederlandse, Duitse, Franse, Engelse, Nieuwfriese en Stadsfriese woorden in voor. De syntaxis is analoog aan die van modern Nederlands en Duits.

### Schrijvers
Als vermoedelijke auteurs van het Oera Linda-boek gelden Over de Linden zelf, de neerlandicus Eelco Verwijs en de predikant en literator François HaverSchmidt, beter bekend als Piet Paaltjens. 
Jensma noemt in zijn diepgravende studie De gemaskerde God (2004) hun samenwerking uitzonderlijk. De eerste twee hebben hun actieve betrokkenheid echter steeds ontkend. Over de Linden hield vol dat hij pas via Ottema's vertaling kennis had genomen van de inhoud. Toch verwees hij er al eerder naar. In zijn opstellen gaf hij samenvattingen, die hoogstwaarschijnlijk deels uit de tijd stamden voordat het handschrift bij Verwijs terechtkwam. Volgens Jensma heeft hij de tekst 'afgeschreven', omdat het Oera Linda-boek en zijn eigen teksten 'dezelfde afwijkende eigenaardigheden en foutjes' vertonen. De twee delen van het boek, de tweede helft vertoont sporen van haastwerk, is minder goed en langdradig geschreven, zouden tot stand zijn gekomen in de vroege zomer van 1867 en zomer van 1869.
De veronderstelde hoofdauteur HaverSchmidt bleef lange tijd buiten beeld.  Doordat een aantal sleutelfiguren van de echtheid van het manuscript overtuigd waren geraakt, kwamen reputaties op het spel te staan en konden de betrokkenen later hun maakwerk niet meer toegeven. Pas in 1916 onthulde Johan Winkler via zijn testament de contouren van het door hem vermoede complot, maar aan diens postuum gepubliceerde vermoedens werd binnen de Friese beweging aanvankelijk weinig geloof gehecht. Dit vooral omdat men het manuscript als een simpele falsificatie beoordeelde. De discussie werd later opnieuw aangezwengeld door Geert Ailco Wumkes (1923), Murk de Jong (1925) en Pieter Boeles (1928/30).
Wumkes wees vooral op de rol van Over de Linden en diens sympathie voor vrijdenkerij en vrijmetselarij. Jensma benadrukt dat deze vermoedelijk geen lid was van de in 1825 opgerichte Loge Willem Frederik Karel te Den Helder, die wel leden wierf uit alle rangen en standen. Mogelijk voelde hij zich gepasseerd. Zijn sympathie voor de vrijmetselarij maakte hij wel echter kenbaar door zich met een 'passer' in de hand te laten fotograferen.
Andere mogelijke auteurs die in de loop der jaren de revue passeerden, zijn Montanus de Haan Hettema, Albartus Telting en J.H. Halbertsma (Van der Meij). De bewijzen daarvoor zijn echter mager.

### Parodie
Jensma betoogt dat het boek gezien moet worden als een humoristische parodie, waarin niet alleen de Friese beweging van zijn tijd, maar ook de richtingenstrijd binnen de Nederlandse Hervormde Kerk over de hekel werd gehaald. De 'Finnen' zouden voor de 'rechtzinnigen' ('fijnen') en orthodoxie staan en de 'Vrijen' of vrijgeboren Fryas (Friezen) voor de 'liberaal vrijzinnigen' of 'modernen'. Zoals de Finnen onder druk stonden van de Magyaren (Hongaren) en hun priesters, zo stonden de rechtzinnigen onder druk van het supranaturalisme, dat is het geloof in bovennatuurlijk ingrijpen door God, dat in de 19e eeuw als 'wondergeloof' werd bekritiseerd. Jan Hendrik Scholten (1811-1885), Leidse hoogleraar dogmatiek, gaf een variant op het 'theologisch modernisme' in zijn Leer der Hervormde kerk (1848-1850), door heel het Oera Linda-boek zijn terug te vinden, met inbegrip van allerlei wetten en bepalingen die afkomstig zijn uit de Oud-Friese wetboeken. Tal van ideeën uit het modernisme zijn terug te vinden in het boek, dat volgens Jensma kan worden 'getypeerd als een allegorie van de richtingenstrijd'. Zo vinden we 'de modernistische drieslag van Scholten terug: instinct, wetten óf geweten als richtsnoer' in de drie oermoeders Lyda, Finda en Frya. Het Oera-Linda-boek is een vrijzinnige aanklacht tegen het christelijk fundamentalisme.' De schrijver Piet Paaltjens (HaverSchmidt), die als mogelijke auteur wordt genoemd en in Leiden theologie studeerde, 'was een van de eerste predikanten van de moderne richting in Friesland en een overtuigd leerling en aanhanger van de hoogleraar Scholten'

## Invloed

### Engels en Duits
De eerste Engelse vertaling van het Oera Linda-boek door William R. Sandbach verscheen al snel na het origineel in 1876. De eerste discussies over de 'echtheid' van het boek werden ook opgemerkt in Oost-Friesland: de lexicograaf Jan ten Doornkaat Koolman schreef in 1873 een kritisch pamflet. Een serie artikelen van de Deventer hoogleraar A.J. Vitringa werd in het Duits vertaald. Maar de internationale aandacht doofde al snel uit.

### Nationaalsocialisme
De Duitse vertaling van 1933 door Herman Wirth, leidde daarentegen tot een ware hype. In een paar jaar tijd werd er even veel over het boek geschreven als in de halve eeuw daarvoor. Het boek paste in de leer van het ariosofie en de ideologie van het nationaalsocialisme, waarbij de oorsprong van het Duitse volk in het hoge noorden werd gezocht. Daarbij kwam vooral het Friese rotseiland Helgoland als laatste restant van het verzonken Atlantis in beeld.
Wirth zag in zijn Ura Linda Chronik de oerbijbel van de Germanen, een opvatting waarin hij gesteund werd door Heinrich Himmler, de leider van de SS. Op 4 mei 1934 werd Wirth in een openbaar debat in de aula van de Berlijnse universiteit ten overstaan van 1300 toehoorders door een viertal germanisten en historici terecht gewezen vanwege zijn negatieve toonzetting ten opzichte van het Duitse volk. Himmler liet zich echter niet van de wijs brengen; hij liet het boek uitvoerig bestuderen door de taalkundige Otto Maußer en gelastte nog eind jaren dertig meerdere onderzoekingen op Helgoland, die pas onder druk van de naderende oorlog werden afgebroken. De gedachte van een verzonken Atlantis werkte door in de geschriften van partij-ideoloog Alfred Rosenberg (1930), die er echter minder betekenis aan toekende, en van de publicist Heinrich Pudor (1936), die zich op Helgoland concentreerde. De geograaf Albert Herrmann (1934) meende een Friese kolonie in Noord-Afrika te hebben gevonden. Ook in pseudohistorische romans en populaire sciencefiction literatuur werd het Atlantis-motief verder uitgesponnen. Discussies over de echtheid van het boek waren echter min of meer verboden. Wirths studies werd tevens opgemerkt in Polen, waar de antisemitische antropoloog Karol Stojanowski zich in 1935 over de Kroniki Ura Linda ontfermde.

### Na Tweede Wereldoorlog
Na de Tweede Wereldoorlog verdween het Oera Linda-boek weer grotendeels uit de publiciteit. In Nederland behoorden twee Wirth-aanhangers, de oud-NSB'ers Frans J. Los en ingenieur Jacques F. Overwijn (tevens oud-verzetsman) tot de weinigen die voor de echtheid van de kroniek bleven pleiten. Los schreef een boek waarin hij serieus op de inhoud van het boek inging, terwijl hij de vraag naar de authenticiteit in het midden liet. De Friese socialist Eeltsje Molenaar, een van Wirths toehoorders van het eerste uur, probeerde volgens Jensma ten minste "de schijn van echtheid op te houden". Ook publiciste Mellie Uyldert liet zich kennen als een aanhanger van het boek. Daarnaast bleef de discussie over de makers van het Oera Linda-boek geregeld de kop opsteken. In Duitsland maakte vooral bestsellerauteur Jürgen Spanuth impliciet gebruik van de Oera Linda-mythe om zijn stelling te onderbouwen dat Helgoland het centrum van het verdronken Atlantis zou zijn.

### Extreemrechts
Wirths vertaling bleef populair in extreemrechtse kringen. Met name de fascistische filosoof Julius Evola, de Chileense neonazi Miguel Serrano en de Franse nieuw-rechtse filosoof Alain de Benoist lieten zich erdoor inspireren. Wirths versie werd in 1989 in het Italiaans vertaald. De oud-SS'er Wilhelm Landig verwerkte de kroniek in zijn neonazistische Thule-romans. In Rebellen für Thule uit 1991 wordt een ex-NSB'er opgevoerd aan wie het laatste lid van de familie Over de Linden op zijn sterfbed in het Jappenkamp had toevertrouwd dat de kroniek echt was. De meest recente Duitstalige uitgave van de kroniek is verzorgd door holocaustontkenner Harm Menkens, directeur van een antisemitische uitgeverij te Süderbrarup, die meerdere bijdragen over de "echtheid" van de kroniek het licht heeft doen zien. De Nederlander Jan Ott, die eveneens de authenticiteit van het boek bepleit, bracht zijn opvattingen aanvankelijk in rechtsradicale media naar voren. Sinds 2021 doet hij dat vooral via New Age kanalen. Het Oera Linda-boek wordt graag geciteerd in de context van het esoterisch nazisme, waarbij de eerste Friezen of Fryans worden gezien als de voorlopers van het Arische ras.

### New Age
In de jaren zeventig werd het Oera Linda-boek opnieuw populair in de New Age-kringen, waar men parallellen met de Atlantis-mythe verder uitwerkte. Voor het eerst raakte het nu ook buiten Nederland en Duitsland bekend. Toonaangevend waren hier de boeken van Robert Scrutton, The Other Atlantis (1977) en Secrets of Lost Atland (1979). Scrutton maakte het onderwerp los uit de politiek beladen context en verbond het met de 'mysteries van de aarde', zoals leylijnen en aardstralen. De Nederlandse complotdenker Evert Jan Poorterman combineerde het boek met de pseudohistorische theorieën van Zecheria Sitchin.  Het Oera Linda-boek ging zodoende deel uitmaken van het veld van alternatieve geschiedschrijving, een literaire vorm die verwant is aan de science-fiction literatuur.

### Neopaganisme
Uit de neopaganistische hoek komt daarentegen het werk van Tony Steele, die  – opnieuw in navolging van Wirth – het Oera Linda-boek ziet als een bron voor kennis van de megalithische cultuur en de bijbehorende geloofsopvattingen. In zijn boek Water Witches uit 1998 schetst hij het schippervolk van de Engelse Midlands als afstammelingen van de oude Friezen. In The Rites and Rituals of Traditional Witchcraft uit 2001 beweert hij dat de middeleeuwse hekserijrituelen teruggaan tot de Steentijd. In 1998 verscheen Adriaan Snymans vertaling van het Oera Linda-boek in het Zuid-Afrikaans, die eveneens teruggrijpt op de Neolithische hypothese. Ook de Zuid-Afrikaan Alewyn J. Raubenheimer baseert zijn boek Survivors of the Great Tsunami uit 2010 op het Oera Linda-boek. Daarentegen probeerde de Vlaamse auteur Joël Vandemaele – een volgeling van de historisch-revisionistische theorieën van Albert Delahaye – te bewijzen dat het Oera Linda-boek zich in Frans-Vlaanderen afspeelt. Nieuwe vertalingen verschenen ook in andere talen.

### Russisch
Een nieuwe hype ontstond sinds de jaren negentig vanuit Rusland, toen politiek filosoof Aleksandr Doegin zich over het werk van Herman Wirth ontfermde. In zijn invloedrijke bundel Het Absolute Thuisland uit 1999 behandelt hij het Oera Linda-boek als het schoolvoorbeeld van een diepgewortelde Arische rassenmythe, die gemakkelijk in politieke ideologiën kan worden omgezet. En dat was precies wat hij volgens critici deed: de kroniek werd ingezet ter ondersteuning van het Euraziatische wereldbeeld, terwijl het ironisch genoeg om een epos uit de door hem verafschuwde Atlantische wereld ging. Als tegenhanger van het Friese verhaal propageerde Doegin de mythe van het verloren gewaande Palestinabuch, waarin Wirth de ware geschiedenis van het joodse volk zou hebben beschreven. Een van zijn leerlingen verzorgde in 2007 een Russische vertaling van de Ura Linda Chronik, voorzien van een uitvoerige inleiding.

### Heden ten dage
Er is nog altijd sprake van een sterke overlap tussen de belangstelling voor het Oera Linda-boek, het geloof in complottheorieën en pseudowetenschap (waaronder de zogenaamde chronologiekritiek) en de voorkeur voor extreemrechts. De Moldavische antropoloog Leonid Mosionjik kenschetst het boek daarom als een romantisch-nationalistische retro-utopie, een van de vele geconstrueerde mythes die kenmerkend zijn voor het New Age-tijdperk en zich gemakkelijk lenen om nationalistische sentimenten te mobiliseren.

## Trivia
Het Oera Linda-boek staat centraal in een aantal internetprojecten van de paganistische auteur Tony Steele uit Birmingham. Goffe Jensma ontdekte aanvankelijk diens website uit 2002, waarin het bestaan van een Australische secte "Daughters of Frya" werd gesuggereerd en kwam er in meerdere publicaties op terug. De website verdween in 2005 van het internet, maar kwam vervolgens terug onder namen als "Famna", "Order of Frisian Priestesses" en "Frisian Alliance".
Het zesspakige wagenwiel uit het Oera Linda-boek wordt in navolging van Herman Wirth soms opgevat als een voorchristelijk zonnewiel en derhalve als Friese tegenhanger van het hakenkruis. De neonazistische uitgeverij Forsite Verlag te Bottrop hanteert dit symbool als embleem.
In zijn toelichting op de Oera Linda Chronik introduceerde Herman Wirth de zogenaamde Julleuchter (joelkandelaar). Dit was een kandelaar uit aardewerk, ontworpen naar vroegmoderne voorbeelden, die volgens hem een overblijfsel vormde van een oudgermaans midwinterritueel. In de hoogtijdagen van het Derde Rijk speelden dergelijke kandelaars een belangrijke rol in politieke rituelen die trouw aan het regime symboliseerden. De SS-leiding reikte deze joelkandelaars uit als een bijzondere onderscheiding. Leden van de SS werden geacht de kandelaar een belangrijke plaats in hun woning te geven. Bij overtredingen moest hij worden teruggegeven. In sommige neopaganistische rituelen speelt de joelkandelaar nog altijd een rol.

## Manuscript
- Bladeren door het manuscript
- Inhoudsopgave en vertaling in het Nederlands

## Uitgaven en vertalingen

### Nederlands
- Goffe Jensma (ed.), Het Oera Linda-boek. Facsimile - Transcriptie - Vertaling, Hilversum 2006, ISBN 90-6550-841-4; Heruitgave (licht herzien), Hilversum, uitg. Verloren, 2023.
- Jan Gerhardus Ottema (ed.), Thet Oera Linda Bok naar een handschrift uit de dertiende eeuw, Leeuwarden 1872, 2e dr. 1876
- Jacques F. Overwijn (ed.), Thåt VVra Linda Bok / Het Oera Linda boek, Enkhuizen 1941
- Jacques F. Overwijn (ed.), Thät vvra Linda bok / Het Oera Linda boek, Dordrecht 1951 (beschikbaar als online-publicatie onder de titel: Thet Oera Linda Bok: een 4000 jaar oude geschiedenis van Europa en de landen die nu onder water liggen, z.pl. 2004) (geraadpleegd 10 mei 2022)
- Sura de Heer (ed.), Thet Oera Linda Boek, Amsterdam 2008

### Andere talen
- William R. Sandbach (ed.), The Oera Linda Book, London 1876 (Engels, gebaseerd op de vertaling van Ottema, 1872; hier transcriptie)
- Herman Wirth, Die Ura Linda Chronik. Übersetzt und mit einer einführenden geschichtlichen Untersuchung herausgegeben, Leipzig 1933 (Duits, gedeeltelijke vertaling, gebaseerd op Ottema, 1872)
- Ula & John Hamilton (ed.), Oera-Linda: En fornfrisisk krönika, Skövde 1992 (Zweeds)
- Adriaan Snyman (ed.), Die Oera Linda Boek: Vertaling en kommentaar; Die verstommende verhaal van Atlantis waar Afrikaans 4.000 jaar gelede sy ontstaan gehad het, Mosselbaai 1998
- Jacques Fermaut (ed.), Le livre des Oera Linda, Bierne 2007 (Frans, gebaseerd op Ottema, 1872)
- Herman Wirth, Khronika Ura Linda: Drevneishaia istoria y Evropii, ed. Andrei Kondratiev, Moskou 2007 (Russisch, gebaseerd op Wirth, 1933)
- Aneta Pietrykowska (ed.), Księga Oera Linda: Oera Linda bok, Sandomierz 2012 (Pools)
- Harm Menkens (ed.), Die Oera-Linda-Handschriften: Die Frühgeschichte Europas, Süderbrarup 2013 (Duits)
- Jan Ott (ed.), Codex Oera Linda, Diever 2021, 4e dr. 2022 (Engels)

### Internet-publicaties
- Antonio Soldani (transl.), Oera Linda il libro, pagine di storia dimenticate (Italiaans, 2004)
- Hans Olav Lien (transl.), Oera Linda-boka (Noors, 2014)
- Dulcinea Campayo Bustos (transl.), Oera Linda (un manuscrito del siglo XIII) (Spaans, 2017)
- Adel Brost (ed.), Oera Linda Buch (Duits, 2018, gebaseerd op Ottema, 1872)
- Stichting Oera Linda (ed.), diverse vertalingen (Engels, Nederlands, Spaans, Duits, Noors en bewerkte transcriptie)